# Shanawdithit
Shanawdithit dite aussi Nancy April, est la dernière représentante connue des Amérindiens Béothuks de Terre-Neuve. Elle fut capturée en avril 1823 près du village de Twillingate par deux trappeurs, James Carey et Stephen Adams, trois ans après sa tante Demasduit. 

## Biographie
Shanawdithit était une femme béothuk. Elle était la nièce de Demasduit, qui fut également enlevée quelques années avant par des Anglais qui tuèrent son mari Nonosbawsut et abandonnèrent leur enfant sur place.
Shanawdithit était accompagnée de deux autres femmes, une, plus âgée, et une jeune femme surnommée Easter Eve. Les trois femmes furent conduites à la maison de John Peyton Jr (le même qui menait l'expédition où Nonosbawsut fut tué), sur l'île des Exploits située dans la baie des Exploits et la baie Notre-Dame.
La plus âgée avait une quarantaine d’années, mais montrait des signes de vieillissement prématuré. Easter Eve, âgée de 24 ans, semblait gravement malade des poumons. Shanawdithit, surnommée Nancy April (puisque capturée en avril) semblait en bonne santé mais portait les cicatrices de plusieurs blessures par arme à feu. Easter Eve et la plus vieille des femmes (sa mère) moururent peu après, vraisemblablement de tuberculose. 
Il ne restait que Nancy April, Shanawdithit de son vrai nom. Elle demeura plusieurs années avec les Peyton, mi-servante, mi-membre de la famille, effectuant des tâches domestiques dans la maison. Ses compagnes de travail remarquaient sa grande habileté à dessiner et à sculpter. Shanawdithit demeura cinq ans chez John Peyton. Celui-ci prit très peu de notes sur ce que la jeune femme lui racontait, à moins que ces notes aient été perdues. Ce sont des visiteurs qui transcrivirent les informations que Peyton leur répétait.
La jeune femme fut finalement mise sur un bateau en direction de Saint-Jean de Terre-Neuve, où elle débarqua le 20 septembre 1828. Aussitôt arrivée à St-John’s, on s’empressa de la faire vacciner contre la variole. On savait que cette maladie faisait des ravages chez les autochtones.  
La captive fut ensuite logée chez William Cormack (en), fondateur de la Beothick Institution, organisme chargé de tenter de prendre contact pacifiquement avec les Béothuks et à les sauver de l’extinction. Il lui donna des leçons d’anglais pour qu’elle puisse s’exprimer avec une précision raisonnable et lui fournit crayons et papier. Elle produisit plusieurs dessins racontant sa propre vie et celle de son peuple. Elle devint la principale source dont disposent les historiens sur les Béothuks. Cormack notait sans doute tout ce que Nancy lui disait sur le mode de vie des Béothuks et sur son histoire personnelle. Ces notes ne furent jamais publiées et leur auteur ne termina jamais l’ouvrage qu’il voulait écrire sur l’histoire des premiers habitants de Terre-Neuve. Il n’en subsiste qu’une vingtaine de pages, qui sont tout ce qui reste de l’immense quantité d’informations que devait posséder la jeune femme. Des nombreux dessins qu’elle fit, seuls quelques-uns ont été conservés. Shanawdithit fit aussi quelques démonstrations d’artisanat béothuk et, notamment, fabriqua une robe traditionnelle dont on a perdu la trace. 
Shanawdithit mourut de la tuberculose le 6 juin 1829 à l'hôpital de St. John's, à l'âge de 27 ou 28 ans. Le docteur Carson procéda à un examen post-mortem et, trouvant que le crâne de la morte présentait certaines caractéristiques particulières, il l’expédia au Collège royal de médecine de Londres pour des études plus approfondies. En 1938, le crâne fut transféré au Collège royal de chirurgie mais un bombardement de la Luftwaffe détruisit ce vestige de la dernière des Béothuks durant la Seconde Guerre mondiale. Le reste de son corps fut enterré dans le vieux cimetière situé du côté sud (cimetière de South Side) de St John’s qui fut détruit en 1903 pour laisser la place au chemin de fer. Une plaque commémorative indique aujourd’hui où se trouvait sa tombe.